# Remond Larsen
Remond Kaj Larsen (30. marts 1914 - 18. juni 2007) var en dansk roer fra København. Han var medlem af Københavns Roklub i Sydhavnen.
Larsen var med i den danske otter ved OL 1936 i Berlin, sammen med Olaf Klitgaard Poulsen, Poul Byrge Poulsen, Keld Karise, Bjørner Drøger, Carl Berner, Knud Olsen, Emil Boje Jensen og styrmand Harry Gregersen. Danskerne roede kun ét heat i konkurrencen, hvor de kom ind på sidstepladsen efter Schweiz, Tyskland og Jugoslavien. Ved det samme OL deltog han også i toer med styrmand, hvor han sammen med Carl Berner og styrmand Aage Jensen sluttede på fjerdepladsen.
Larsen vandt desuden en EM-sølvmedalje i otter ved EM 1934 i Luzern, og en bronzemedalje i samme disciplin ved EM 1937 i Amsterdam.